# Кашев
Кашев (пол. Kaszew) — село в Польщі, у гміні Ґощанув Серадзького повіту Лодзинського воєводства.
Населення — 375 осіб (2011).
У 1975-1998 роках село належало до Серадзького воєводства.

## Демографія
Демографічна структура станом на 31 березня 2011 року:
|          | Загалом | Допрацездатний вік | Працездатний вік | Постпрацездатний вік |
| -------- | ------- | ------------------ | ---------------- | -------------------- |
| Чоловіки | 193     | 42                 | 127              | 24                   |
| Жінки    | 182     | 36                 | 99               | 47                   |
| Разом    | 375     | 78                 | 226              | 71                   |